# Gruppo 93

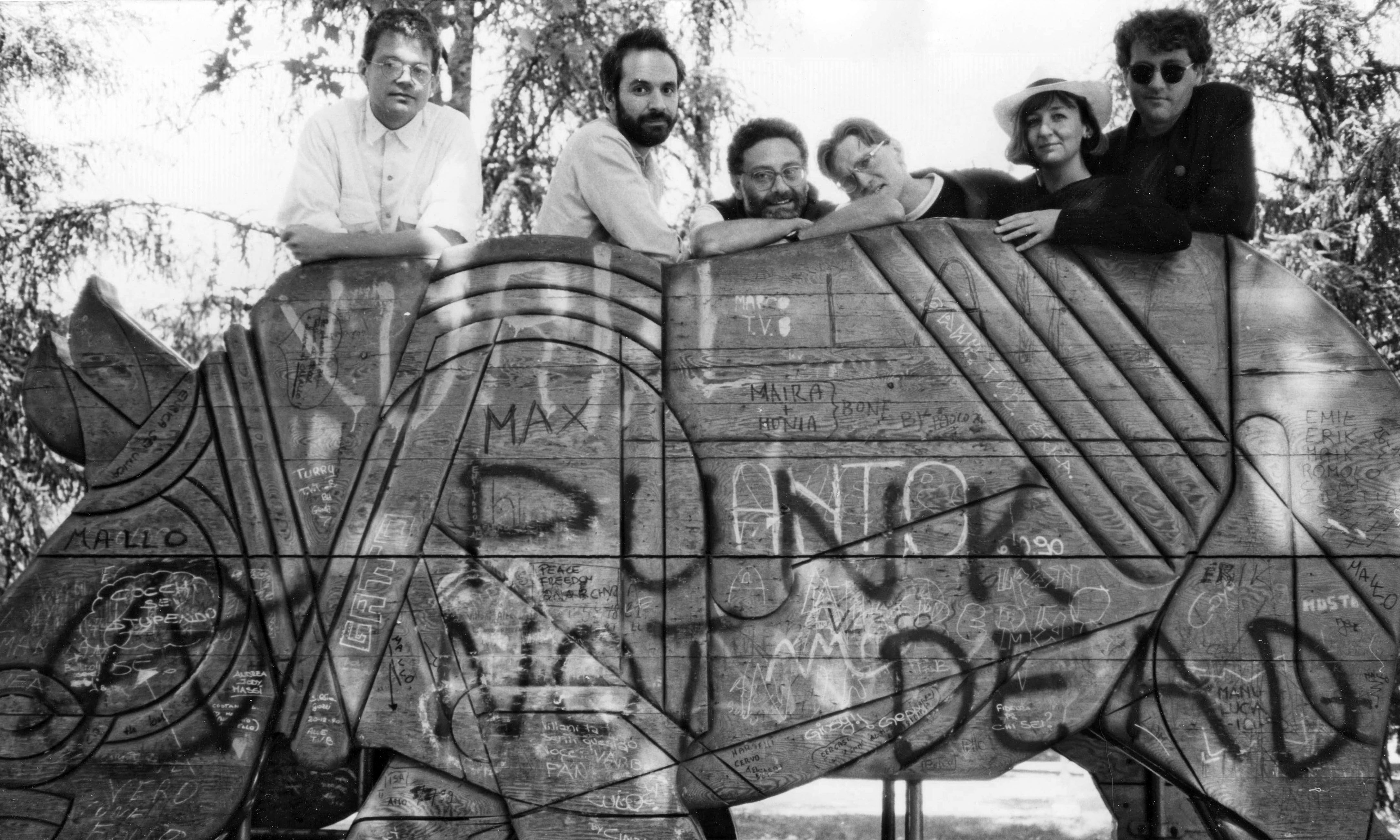
Reggio Emilia, 1992, per "L'anello che non tiene": Gentiluomo, Frixione, Baino, con Raspini, Berardi, Frasca.

Il Gruppo 93 è stato un movimento letterario costituito a Milano il 19 settembre 1989, durante un incontro alla libreria Buchmesse di Michelangelo Coviello, nei giorni in cui si svolgeva l’edizione di Milanopoesia curata da Nanni Balestrini. Il Gruppo si sciolse nel 1993.

## Storia e rete
A monte del costituirsi del movimento, sono da ricordare le "Tesi di Lecce", frutto del dibattito che si articolò nell'ambito del convegno su «Riviste e tendenze della nuova letteratura» (Lecce, 9-11 aprile 1987), promosso dalla rivista «l'immaginazione», e i cui primi interventi vennero pubblicati sulla rivista «Alfabeta» per iniziativa di Francesco Leonetti.
Il nome che il movimento assunse, richiama quello del Gruppo 63, alcuni dei cui componenti (oltre a Balestrini, Edoardo Sanguineti, Elio Pagliarani, Alfredo Giuliani, Roberto Di Marco), appoggiarono il nuovo movimento; accanto ad altri scrittori e animatori della scena culturale milanesi, come Francesco Leonetti e Gianni Sassi, il quale subito ne divenne l'effettivo promotore ospitando diversi incontri del Gruppo negli spazi della Cooperativa Nuova Intrapresa, a Milano.
Tra coloro che parteciparono a quell'esperienza si ricordano: Mariano Baino, Marco Berisso, Piero Cademartori, Giuseppe Caliceti, Rossana Campo, Benedetta Cascella, Biagio Cepollaro, Marcello Frixione, Paolo Gentiluomo, Tommaso Ottonieri, Lello Voce.
Più occasionali e interlocutorie (in alcuni casi, per progetti collaterali) altre presenze, come Alessandra Berardi, Guido Caserza, Lorenzo Durante, Umberto Lacatena, Giuliano Mesa, Lorenzo Miglioli, Marco Philopat, Stefano Raspini, Sandro Sproccati, Dario Voltolini, nonché Gabriele Frasca (che, pur partecipante al dibattito, all'atto di fondazione nel 1989, e prima ancora al dibattito sulle Tesi di Lecce, non aderì formalmente al gruppo).
Fra gli intellettuali che seguirono più o meno attivamente quella esperienza, o che parteciparano ai forum organizzati in occasione di incontri del gruppo (anche nell'ambito di Milanopoesia): Renato Barilli, Filippo Bettini, Marcello Carlino, Pietro Cataldi, Franco Cavallo, Remo Ceserani, Corrado Costa, Paolo Fabbri, Niva Lorenzini, Mario Lunetta, Romano Luperini, Clelia Martignoni, Aldo Mastropasqua, Francesco Muzzioli, Giorgio Patrizi, Walter Pedullà, Gian Paolo Renello, Massimo Rizzante.
Privilegiando occasioni di confronto e dibattito alla condivisione di un programma unitario, il Gruppo 93 coltivava un'idea di "letteratura della lateralità", come risposta alla crisi delle utopie politiche e dell’idea di un'avanguardia come opposizione al sistema, sviluppando linee di discorso e pratica culturale e testuale a partire da un'idea di "postmodernismo critico", non lontana dalle postavanguardie avant-pop sviluppatesi, parallelamente, in altre aree dissidenti del mondo occidentale e specialmente nordamericano; mentre l'interesse per un uso antagonista delle tecnologie avvicinò naturalmente alcuni componenti alla prospettiva critica del Cyberpunk italiano, in particolare a quella della rivista «Decoder».
Il Gruppo si sciolse nel 1993, come era in programma fin dal momento della fondazione; l'ultimo incontro avvenne a Reggio Emilia, nell'ambito dell'evento 63-93: trent'anni di ricerca letteraria. Convegno di dibattito e di proposta (Teatro Valli, Sala degli specchi, 1-3 aprile). Lo scioglimento significò, in ogni caso, l'inizio di una nuova fase, inaugurata proprio a Reggio Emilia il successivo anno, col "laboratorio di nuove scritture" RicercaRE; e con ulteriori progetti condivisi con autori emersi da quella esperienza, fra i quali, soprattutto, Aldo Nove e Rosaria Lo Russo.
Al Gruppo 93 è legata l'attività di riviste quali «Baldus» e «Altri Luoghi», ma sui numeri di quegli anni di diverse riviste (fra cui «Linea d’ombra», «Ritmica», «DeriveApprodi», «Chaosmos», «Juliet Art Magazine») ci sono tracce dei dibattiti, e dei testi, inquadrabili nel movimento.

## Alcuni presupposti (dalleTesi di Lecce, 1988)
«Imprevedibile [è] tutto ciò che vuole antistare, o naturalmente giunge ad antistare, all'appiattimento di soglia percettiva, che è l’essenziale richiesta dell’informatizzazione. L’arte e la letteratura di "ricerca" (o sperimentali) oggi sono per noi scommesse, sono messe in gioco di qualche imprevedibilità. Ciò non consiste nell’effetto microlinguistico, non si tratta di tornare alle operazioni sul puro significante. Ma semplicemente sta nel timbro, dove va esclusa la certezza vecchia su cui poggia la mistificazione nuova. […] Oggi l’imprevedibile è l’invenzione stessa, ciò che una volta si diceva stile, o il salto fuori dall’iperreale, comunque perpetrato. È la verità della singola opera d’arte differente dalle altre. E corrisponde al suo proprio essere un modello etico "disarmonico"» (Francesco Leonetti)
«Penso a tutti i film che conosco di Buster Keaton, il mio eroe preferito da quando ero ragazzo. [...] La [sua] suprema ironia combina in modo squisito, poetico e quasi matematico, l'impassibilità e la frenesia, la vertigine e il calcolo. [...] Per favore, siamo gentilmente feroci. [...] Guardiamoci dal difuori e un po' dall'alto, con esilarante inespressività, con impassibile frenesia» (Alfredo Giuliani)
«Esiste un’area intellettuale che si raccoglie ormai, non dimentica di Benjamin, intorno alla nozione di allegoria. Credo che sia possibile elaborare una poetica di "realismo allegorico" (di "allegorismo realistico"), che operi insieme come immagine dialettica orientante e come puntuale discrimine polemico» (Edoardo Sanguineti)
«Il testo [...] non mima la materialità del mondo, né la rappresenta: è esso stesso figura materiale e corporea plurisensa che si pone in rapporto col mondo in maniere le più svariate, in un gioco di attrazioni-repulsioni condizionato, oltre che dal prodursi sincronico del testo, dal suo vivere diacronicamente dentro la storia totale della specie» (Mario Lunetta)
«Spettatori della catastrofe (auspicata) del "letterario", noi siamo però testimoni, pure, della complessità choccante dei linguaggi. [...] Dentro l’attività molteplice di cui le scritture ci investono [...], della cui oggettività radicale ci ardono, noi alimentiamo la nostra opera quale un fermissimo stare nel cumulo corruttivo di quegli intersecarsi» (Tommaso Ottonieri)
«Lo stile è il principio d’ordine delle apparenze, statutariamente alternativo ad ogni presunto ordine di oggetti. Lo stile, pertanto (sia pure il beckettiano écrire sans style), in quanto allestisce configurazioni secondo una volontà di contatto, è innanzitutto un’elezione etica; esso, nelle sue formulazioni di coscienza, ricerca quell’ "estrema semplicità" (che non è "formulazione stracca e irresponsabile") attraverso la quale può essere intaccata "la facciata composta di dati classificati" (le citazioni sono adorniane) di cui s’imbevono i simulacri degli oggetti» (Gabriele Frasca)
[le citazioni sono tratte da Gruppo '93. La recente avventura del dibattito teorico in Italia: pp 64; 69-70; 70; 67; 72-73; 145).